# Espierre

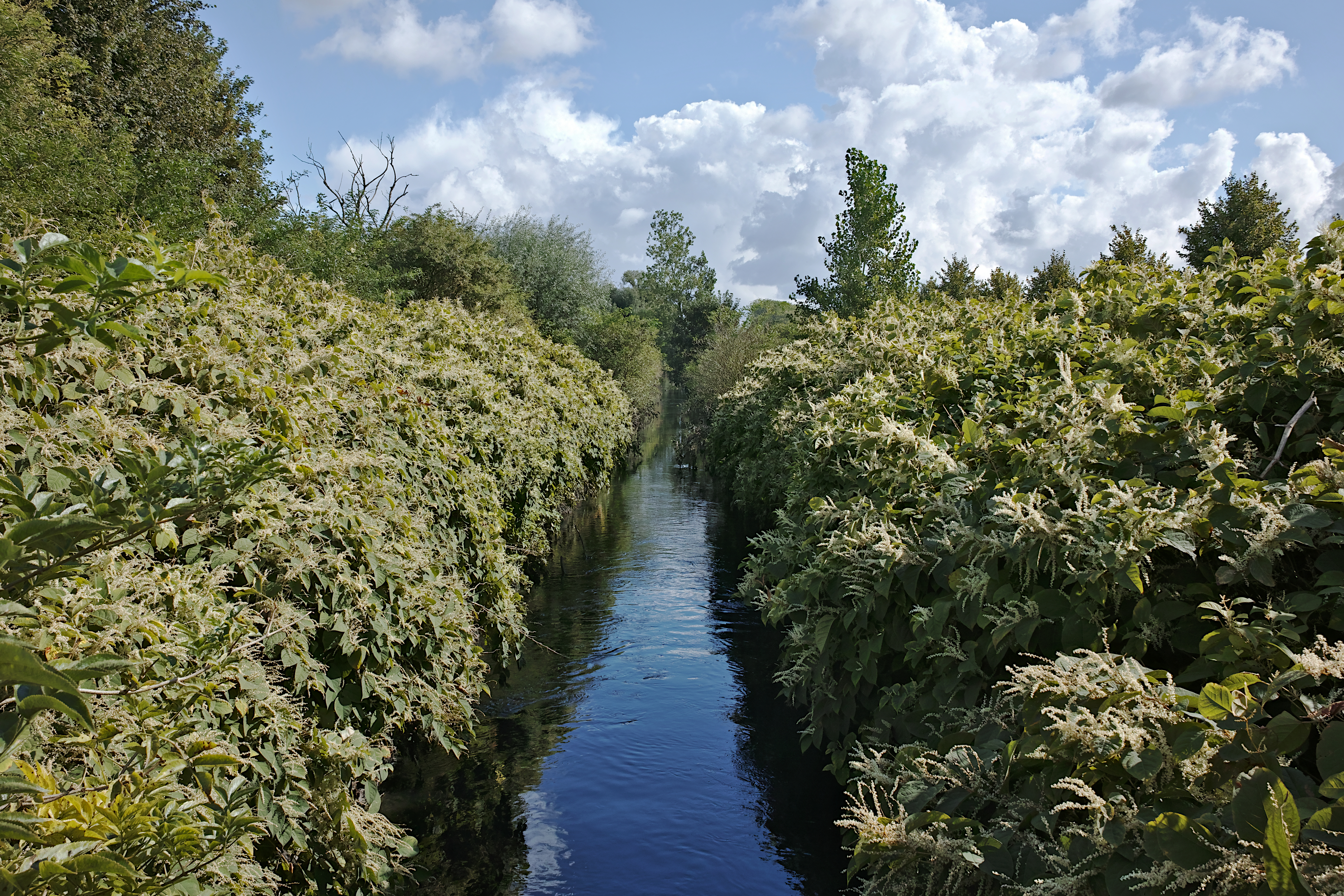
Berges de l'Espierres, ici conquises par la Renouée du Japon (espèces exotiques envahissantes qui apprécie les milieux anthropisés et pollués) ; à Leers-Nord, Estaimpuis.

L'Espierre (en France) ou Espierres (orthographe trouvée en Belgique) est une rivière qui prend sa source en France dans la métropole lilloise et se jette dans l'Escaut au niveau de la commune belge d'Espierres-Helchin.
Des cours d'eau voisins alimentant le même réseau hydrographique sont nommés Petite Espierre(s) et Grande Espierre(s).
Le développement industriel textile de Roubaix et Tourcoing tout au long du xixe siècle a été possible grâce aux efforts des industriels pour amener aux agglomérations de grandes quantités d'eau. Ces manœuvres furent à l'origine d'un déséquilibre hydrographique qui ravagea plus d'un siècle durant la vallée de l'Espierre par des rejets fortement contaminés par les activités industrielles. Ceci a été source de décennies de vives tensions entre les Belges et les industriels français qui ont cherché à esquiver les contraintes qui auraient pu leur être imposées par les pouvoirs publics.
Cette rivière est aujourd'hui enfouie dans sa partie française, possiblement reprise dans le réseau d'assainissement, et canalisée sur quasiment toute sa longueur. À partir de Wattrelos elle s'écoule à l'air libre, parallèlement au canal de Roubaix en France, puis parallèlement au canal de l'Espierres en Belgique.

## Étymologie
Le nom Espierre pourrait venir du mot « Spiere », nom du village en flamand, mais plus probablement d'une déformation d'un mot issu des racines « sepire », « obsepire », « intersepire » signifiant « environner et enclore de haies ». 
L'Espierre aurait également été nommé le Ry.

## Géographie

### Tracé primitif de l'Espierre et ses affluents
L'Espierre et le Trichon étaient vraisemblablement des sources d'eau potable de Roubaix et Tourcoing avant que l'explosion démographique et l'industrialisation de ces villes ne rendent ces cours d'eau insuffisants à satisfaire les besoins.

### L'Espierre
L'Espierre naissait à Mouvaux de mares entourant la ferme Masure. Elle traversait Tourcoing par les quartiers du Flocon et des Carliers. À Tourcoing, elle recevait plusieurs ruisseaux : sur sa rive gauche, un ruisseau venant des Francs et sur sa rive droite, un ruisseau venant de la ferme du Halot, puis le riez ou rieu Saint-Joseph, venant du Fresnoy. La rivière suit ensuite la limite entre Tourcoing et Wattrelos. Dans cette dernière, au niveau du Sartel, l'Espierre reçoit par sa rive droite le Trichon, un ruisseau qui traverse la ville de Roubaix.
De 16 km de longueur, l'Espierre traverse en France les trois communes de Roubaix, Wattrelos et Leers.

### Le Trichon
Le Trichon prenait sa source à Mouvaux ou au Blanc-Seau, pénétrait sur le territoire roubaisien puis arrivait rue de l'Épeule, coupait le square Catteau le long du tribunal d'instance et rejoignait la rue des Fabricants pour déboucher rue du Maréchal-Foch avant de rejoindre l'Espierre,. Canalisé (avec un passage en siphon sous le canal de Roubaix), puis repris en ouvrage, il est devenu l'égout principal de Roubaix.

### Les affluents des Trois Ponts
À Wattrelos, l'Espierre reçoit deux ruisseaux venant des Trois Ponts : le riez de Cohem et le riez de Maufait. Ceux-ci sont insuffisants pour canaliser les eaux pluviales et résiduelles du secteur qui est fréquemment inondé.

### Petite Espierre(s)
La Petite Espierres (parfois nommé Berckem) prend naissance à Neuville-en-Ferrain près du Risquons-Tout, suit la frontière franco-belge et rejoint l'Espierre aux Ballons.

### Grande Espierre(s)
La Grande Espierres descend de Mouscron avant de rejoindre l'Espierre au lieu-dit « Boisquelt-Clache ».

## Histoire

### Histoire environnementale
Au XIXe siècle, des études spécifiques ont porté sur les nuisances olfactives, la pollution de l'air, et les pollutions fluviales historiques du Nord de la France .
Au début du XXème siècle, la population de Roubaix, essentiellement ouvrière, a été multipliée par plus de dix, passant de 10 000 à plus de 100 000 habitants, alors que de nombreuses usines se construisaient dans les deux villes et dans leurs villes satellites (Croix, Wattrelos..). Le secteur français du bassin de l'Espierre abrite environ 20 peignages mécaniques, 50 filatures, 15 apprêts d'étoffes, 45 teintureries et plus de 200 tissages. comme dans d'autres régions industrielles, avec le rejet des effluents industriels, notamment issue des usines textiles et brassicoles, l'Espierre et le Trichon sont très pollués. Ils deviennent littéralement « les égouts de Tourcoing et de Roubaix », au point que la Belgique qui reçoit ces eaux menace d'y construire un barrage pour bloquer la rivière et inonder le côté français (1877-1900). 
« Roubaix ne jouit pas d'un accès à une grande rivière et à une eau en quantité suffisante. Seul un petit ruisseau, le Trichon, traverse la ville pour rejoindre l'Espierre à la sortie de la ville, rivière qui franchit la frontière avant se jeter dans l'Escaut une dizaine de kilomètres plus loin. Ce manque d'eau va se révéler être un élément déterminant de l'évolution de l'industrie. Les machines, sans cesse plus nombreuses au début du xixe siècle, ne peuvent être mues par l'énergie hydraulique comme c'est le cas dans les autres centres de production textile à la même époque. L'utilisation précoce du charbon et des machines à vapeur plutôt que de la force motrice de l'eau constitue un coût important pour les industries. Les investisseurs sont prêts à cette dépense privilégiant à la gratuité de l'eau une grande disponibilité de la main-d'œuvre. Ce pari d'implantation est pourtant mis à l'épreuve une seconde fois au milieu du siècle : l'augmentation des capacités de production requiert des quantités sans cesse plus importantes d'eau, non plus pour faire marcher les machines mais pour le nettoyage et le peignage des laines, activité qui deviendra au fur et à mesure du siècle une industrie à part entière séparée du filage, du tissage ou de la teinture. Les usines souffrent alors de pénuries d'eau saisonnières que les forages sans cesse plus profonds ne parviennent à pallier ».
« Tout au long du siècle, les industriels de la ville qui siègent en nombre au conseil municipal mettent donc en place plusieurs stratégies pour capter de l'eau depuis d'autres bassins versants, et l'amener aux usines et à l'agglomération. Ces manœuvres sont couronnées de succès lorsqu'en 1858 une commission demandée par la ville de Roubaix acte la construction d'une usine élévatrice à Bousbecque pour capter de l'eau dans la Lys. Cette canalisation devient vite la source extérieure principale d'eau de l'agglomération, et peut par la suite transporter plusieurs dizaines de milliers de mètres cubes d'eau par jour. De même les deux canaux de Roubaix et de l'Espierre dont la construction s'étale entre 1830 et 1877 sont pensés dès leur conception comme des aménagements qui permettent de sécuriser une source d'eau pour l'agglomération et ses usines grâce à des pompages dans la Deûle et l'Escaut aux deux extrémités de la voie d'eau. Ces deux canaux forment une seule et même voie d'eau : le canal de Roubaix en France relie la Marque, un affluent de la Lys, à proximité de Lille, à la frontière, tandis que le canal de l'Espierre longe la rivière éponyme depuis la frontière jusqu'à l'Escaut. Le canal de l'Espierre qui est relié à Roubaix dès 1843 est l'occasion de pompages réguliers dans l'Escaut, grâce à plusieurs machines élévatrices placées aux différentes écluses entre Roubaix et l'Escaut. Ces pompages servent non seulement à maintenir le canal à un niveau de navigation, mais permettent également aux usines françaises d'utiliser l'eau du canal de Roubaix, qui reste inachevé jusqu'en 1877, à des fins industrielles. De même lorsque le canal de Roubaix est terminé en France et que la ville est reliée à Lille, une usine élévatoire est construite à Saint-André en 1876 pour ramener de l'eau depuis la Deûle jusqu'à Roubaix (...) ces pratiques ne sont pas sans conséquences car ces différents apports finissent par perturber l'équilibre hydrographique de la région. Si les industriels se sont évertués à pomper de l'eau depuis de nombreuses sources extérieures à l'agglomération, la question du traitement des eaux usagées et de leur voie de rejet a été en grande partie négligée par les autorités et les industriels. Les eaux industrielles et domestiques des agglomérations, et en particulier celles des peignages qui nettoient et préparent des quantités sans cesse plus importantes de laines, sont relâchées dans l'Espierre, que les industriels de Roubaix – mais aussi de Tourcoing, Croix et Wattrelos – qualifient « d'égout collecteur naturel de l'agglomération ». Pourtant ces eaux supplémentaires pompées dans d'autres bassins hydrographiques viennent grossir un ruisseau dont le débit préindustriel ne dépassait pas 3 000 m³ par jour. Ce débit se trouve parfois multiplié par plus de dix (...) Dès 1851, l'état du ruisseau du Trichon, qui traverse Roubaix, est tel qu'un arrêté du conseil de salubrité ordonne la fermeture de la vanne qui alimentait le canal de Roubaix. Les eaux du ruisseau sont infectées par les rejets industriels et domestiques de la ville. Le canal de Roubaix, encore inachevé, ne dépend plus dès lors pour son alimentation que des seuls pompages réalisés par la société du canal de l'Espierre dans l'Escaut en aval. Si la détérioration des eaux du Trichon est telle qu'elles ne peuvent plus alimenter le canal de Roubaix, les conséquences pour l'Espierre dans laquelle se jette le Trichon ne se font pas attendre. L'état de la rivière devient dès le milieu du siècle un sujet de vifs échanges entre la France et la Belgique. Les premières inquiétudes apparaissent à la chambre parlementaire belge en 1858. Au début des années 1860, les villes de Roubaix et Tourcoing refusent tout simplement d'entreprendre la moindre action qui pourrait diminuer les conséquences de leurs effluents. En 1861, elles opposent une fin de non-recevoir à l'inspecteur de la salubrité publique dans le département du Nord qui leur demandait de supporter les frais de la construction d'un bassin de décantation au confluent du Trichon et de l'Espierre. Une première commission internationale est créée en 1866 pour traiter cette question. Elle ne rend ses conclusions que neuf ans plus tard, en 1875, en reconnaissant la nécessité d'établir à la frontière des bassins pour décanter les eaux de l'Espierre. Les villes et les industriels n'en font rien. Entretemps pourtant les récriminations se sont multipliées, d'un côté comme de l'autre de la frontière. En France, le ruisseau de l'Espierre est censé croiser à plusieurs reprises le canal de Roubaix à travers des siphons prévus à cet effet. Ces siphons, dimensionnés avant l'augmentation des rejets des industriels roubaisiens et tourquennois deviennent insuffisants en temps de crues. La ville de Leers, qui avec Wattrelos est la seule commune à se situer entre Roubaix et la frontière, engage un conflit qui dure deux ans entre 1867 et 1868. Dans une lettre au préfet et au maire de Roubaix, Henri Salembier, le maire de Leers, lui-même agriculteur de profession, décrit ainsi l'état de la rivière et les dommages causés à sa ville : Depuis un mois j'ai constaté moi-même trois crues dudit ruisseau, et à chacune d'elles les propriétés riveraines ont été en partie submergées. Les maisons voisines sont exposées à chaque crue à des grands inconvénients […]. La ville de Roubaix n'ignore pas plus que moi que le ruisseau de l'Espierre n'est qu'un cloaque qui reçoit les eaux les plus sales, les plus puantes, des fabriques de la dite ville et de beaucoup d'autres de Tourcoing ; que ces eaux en se retirant des propriétés qu'elles ont inondées laissent à leur suite un limon infect, dont les émanations, surtout en été, suffisent pour occasionner les épidémies les plus sérieuses et dans tous les cas sont en tout temps une grande cause d'insalubrité (...) En juillet 1877, le vieux député Barthélemy Dumortier, botaniste et personnage politique d'envergure du royaume depuis son indépendance, semble être le premier à évoquer l'idée à la chambre parlementaire de « barrer » les eaux de l'Espierre, afin qu'elle ne rentre plus en Belgique. Moins d'un an plus tard, c'est le ministre des Affaires Étrangères qui reprend à son compte cette idée. Mr le ministre donne lecture d'une lettre adressée à notre ambassadeur à Paris. M. le baron Beyens en 1875. La France y reconnaît la légitimité des plaintes du gouvernement belge. Si les villes de Roubaix et Tourcoing ne font cesser les plaintes il y aura lieu peut-être de faire un barrage près de la frontière française de façon à faire refluer vers ces villes les eaux souillées. La menace ne se concrétise pas, mais elle participe à faire prendre en compte la question en France. ».

### Commission intercommunale pour l'assainissement de l'Espierre (1881-1882)
Créée en 1881, présidée par le préfet, elle est constituée de 9 autres membres : trois membres délégués par la ville de Roubaix, trois par la ville de Tourcoing, les présidents des chambres de commerce de Roubaix et de Tourcoing, et Isaac Holden, peigneur de laine installé à Croix qui déverse lui aussi ses effluents dans l'Espierre. Lors de la première séance le préfet dit  :« Depuis longtemps les Belges se plaignent de l'Espierre, en 1875 une commission internationale a été instituée à l'effet de rechercher les moyens de remédier à la situation : elle a conclu à ce que des essais d'irrigation fussent entrepris sur le huitième du débit du cours d'eau ; malgré cela rien n'a été fait ; aujourd'hui en présence des réclamations et des menaces de nos voisins il est urgent d'aboutir ». 
À cette époque, « les compositions des résidus, ainsi que leurs variations temporelles et géographiques, laissent peu la place au doute sur la cause des pollutions. Ils incriminent sans surprise les industries de peignages de laine, particulièrement polluantes, qui relâchent leurs eaux de dessuintage et de lavage dans la rivière. La commission liste également les établissements insalubres des villes de Roubaix et Tourcoing : cette liste contient 24 peignages, 49 teintureries et 14 apprêts d'étoffes. Ces établissements employaient alors près de 5 000 ouvriers et ouvrières, pour une puissance installée de plus de 3 000 chevaux vapeur, et produisaient quotidiennement plus de 7 000 m³ d'eaux infectées. Ces chiffres sont cependant en deçà de la réalité, car plusieurs industriels parmi les plus importants de Roubaix refusent de communiquer leurs chiffres à la commission : il s'agit de MM. Morel, Prouvost et Cordonnier. Pour avoir un tableau complet, il faudrait également ajouter à cette liste les quelques établissements industriels des faubourgs des deux villes, comme celui de M. Holden à Croix, qui ne sont pas comptabilisés par la commission intercommunale ».
« La commission anticipe la mauvaise volonté des peigneurs à l'idée de traiter leurs eaux. Son argumentation vise donc à prouver la rentabilité d'un procédé de traitement chimique qu'elle propose. En effet, témoignage à l'appui de M. Delattre, peigneur de Douai, qui a mis en place un procédé d'épuration chimique, elle avance la possibilité de produire des tourteaux de suintine avec les résidus obtenus par le traitement des eaux, ces tourteaux pourraient ensuite être vendus. Un membre de la commission rappelle que l'administration est « armée à l'égard des industriels, qui ne peuvent rejeter que des eaux claires et limpides », elle aurait jusqu'à présent fait preuve « d'indulgence », mais si désormais il existe un procédé rémunérateur pour traiter les eaux, elle serait forcée d'agir mais préférerait qu'« amiablement les intéressés prissent les dispositions nécessaires pour éviter son intervention (...) Pourtant ces précautions prises par la commission pour proposer aux peigneurs un processus de traitement des eaux rémunérateur se révèlent vaines. Si certains peigneurs de laine ont, dès l'enquête, montré leur mauvaise volonté à collaborer avec la commission en refusant de lui communiquer leurs chiffres malgré les pleins pouvoirs dont elle était censée jouir pour collecter ce type d'information, cette résistance ne se traduit pas uniquement par des initiatives personnelles. En effet les peigneurs de laines de Roubaix et Tourcoing ont rapidement montré leur propension à s'organiser et à faire front contre les institutions pour protéger leurs intérêts. Ceci n'est pas une découverte et a déjà fait l'objet d'une étude sérieuse menée par Jean-Luc Mastin : son travail décrit l'action du cartel des peigneurs de laine qui, dès 1881, avant même l'abrogation de la loi Le Chapelier, coordonne les patrons des peignages. L'action du syndicat est avant tout économique – fixation des tarifs, des niveaux de production – mais une des toutes premières initiatives du cartel a lieu le 3 juin de cette année 1882, lorsque les peigneurs réunis dans le local de la Chambre de Commerce de Roubaix publient une résolution qui met en garde tout à la fois la France, la Belgique, les villes de Roubaix et Tourcoing, et tous ceux qui voudraient les forcer à épurer leurs eaux. 
Cet avis des peigneurs de laine est signé par tous les membres du cartel de l'époque auxquels se joignent d'autres industriels. Quelques petits peigneurs déclarés dans les établissements insalubres de la ville ne se trouvent pas parmi les signataires, mais les auteurs représentent 96 % de la production de laine peignée des deux villes. Isaac Holden est également signataire alors même que ce dernier est membre de la commission. Le contenu de l'avis est éloquent, on en donne ici des extraits choisis. 
 Considérant qu'il n'est pas équitable de viser spécialement une classe d'industriels en plaçant leurs intérêts en opposition avec ceux de la collectivité manufacturière […] 
Considérant que les deux villes paient annuellement à l'État plus de 7 millions d'impôts [...] 
 Qu'il y a donc, pour l'État un grand intérêt financier à éviter l'émigration à l'étranger d'une industrie […] ;Qu'en particulier la Belgique n'élèverait aucune plainte contre la souillure de ses eaux si nos industries épuisées par les charges sous lesquelles on les accable se réfugiaient sur son territoire ; Considérant que cet État voisin devrait bien prendre en considération qu'au moins 80 000 de ses nationaux vivent de l'industrie de nos deux villes […]  Qu'ainsi ceux mêmes qui se plaignent ont un intérêt considérable à ne pas aggraver l'état précaire d'industries dont ils vivent ».
« Les industriels mettent donc en garde les villes de Roubaix et Tourcoing et leur rappellent leur dépendance vis-à-vis des impôts payés par les industries. Ils ne négligent pas non plus la dimension internationale de la controverse. Ils utilisent plusieurs arguments à destination de la France comme de la Belgique. Les industriels mettent en avant la facilité pour eux de s'installer d'un côté comme de l'autre de la frontière mais ils instrumentalisent également le sort des milliers d'ouvriers et d'ouvrières belges qui soit se sont installés en France, soit traversent la frontière quotidiennement pour travailler à Roubaix et Tourcoing. En effet tout au long de la deuxième moitié du siècle, les villes de Roubaix et Tourcoing ont progressivement accueilli une « colonie belge »33, qui représenta rapidement plus de la moitié de la population ouvrière. La façon dont les industriels utilisaient cette population comme une main d'œuvre particulièrement corvéable est connue. Leur situation précaire était utilisée pour leur imposer des paies inférieures à celles des Français, leur place dans la chaîne de production n'était pas la même, et ils étaient utilisés comme briseurs de grève34. Il est intéressant de voir comment pour les questions de salubrité également ces travailleurs frontaliers étaient instrumentalisés par les industriels pour esquiver toute contrainte. Concrètement sur l'effort qui leur est demandé de traiter leurs eaux de lavage, les peigneurs disent qu'il n'y a lieu de faire aucune distinction entre leurs eaux industrielles de lavage et les eaux domestiques. Ils considèrent que c'est aux villes de prendre en charge les traitements, ils demandent également le concours financier de l'État pour que la charge financière ne retombe pas in fine sur les industries de l'agglomération. »
« La commission conseille donc aux municipalités d'organiser elles-mêmes les collectes des eaux de lavage afin de les réunir « en un ou plusieurs points où on procédera à leur purification ». Elle lance ainsi les bases d'un nouveau chantier, la station d'épuration frontalière de Grimonpont, à Wattrelos, le long de l'Espierre ».
Mais les années suivantes, le peignage de laine connaît un nouvel essor (+ 60 % en cinq ans, passant de 32 t/j en 1882 à 54 t pour 1887. Le journal L'Avenir de Roubaix-Tourcoing écrit que « la teneur des eaux de l'Espierre en matière organique est telle qu'elles sont dix fois plus chargées que les eaux d'égouts de Londres ». Les élus belges menacent à nouveau de construire un barrage à la frontière. « En 1885, un projet de chantier est présenté à la chambre. Dans le journal belge L'émancipation en date du 29 mai 1886, on peut lire la description suivante qui donne une bonne idée des dommages causés par l'Espierre et de l'avancement du projet de barrage : 
Le ruisseau de l'Espierre ne fonctionne plus que comme un vaste égout collecteur, à ciel ouvert, charriant une boue liquide, noire, chargée de matières putrides, de déjections de toutes natures, de liquides saturés de graisses, de chlore, de teintures, d'acides, de sulfates, de produits chimiques délétères et empoisonnés répandant au loin dans notre pays, sur les bords de l'Espierre comme le long des rives de l'Escaut et le long du canal de Bruges, la désolation et la dévastation, brûlant les herbes […] occasionnant des fièvres pernicieuses et semant la mort […]. M. le ministre informe que son département a fait procéder à l'acquisition de tous les terrains nécessaires pour l'établissement et le fonctionnement du barrage à établir sur la frontière française. M. le ministre ajoute que par dépêche du 7 août 1885 il a prié son collègue des affaires étrangères de faire savoir au gouvernement français que tout en poursuivant l'acquisition des terrains on retardera de 6 mois l'adjudication des travaux (...) Malgré leur engagement à construire à la frontière une station d'épuration, les villes ne lancent pas les travaux. Un conflit de financement émerge entre Roubaix et Tourcoing et cette dernière se retire du projet de la station qui doit être mené seul par Roubaix. En février 1887, date à laquelle les Français avaient promis une première fois que la station serait terminée, les travaux n'ont toujours pas commencé. Un décret est signé le 25 février 1887 obligeant les villes à construire la station sous deux ans. L'adjudication du premier lot des travaux n'a lieu qu'un an plus tard le 19 mars 1888 à la mairie de Roubaix, et des expropriations ont lieu sur un large terrain au nord du canal et de la rivière en amont de la frontière. Les travaux sont plus longs que prévu, mais avancent tout de même, de manière à ce que la station commence à traiter de l'eau en 1889. Pourtant L'Avenir de Roubaix-Tourcoing dans l'article précédemment cité prévient : « l'accroissement des villes industrielles est si rapide que l'usine de Grimonpont ne pourra suffire longtemps ». Cette prophétie s'avère réalisatrice, et rapidement les Belges constatent que la station est sous-dimensionnée. Huit ans plus tard en 1893, elle n'épure que 5 à 6 000 m³ par jour des eaux de l'Espierre, un volume inférieur à la quantité des eaux infectées constatée à la sortie des fabriques plus de dix ans auparavant lors de la recension incomplète effectuée par la commission intercommunale. 
Cette situation fait reparaître la menace de barrer les eaux de l'Espierre. Le projet de barrage de 1885 est réactualisé par des parlementaires qui vont jusqu'à faire voter au budget du royaume des crédits pour le financer ».
Finalement, à partir du début du XXème la pollution diminue peu à peu grâce à la généralisation de l'utilisation dans les peignages d'un dérivé du procédé Delattre (épuration des eaux de dessuintage, méthode proposée dès 1882 par la commission, mais refusée par les peigneurs, qui a fini par être adoptée car rentable comme l'avaient prédit les enquêteurs).
Aux séquelles industrielles, se sont ensuite ajoutées les séquelles de guerre (deux guerres mondiales qui ont particulièrement touché le tissu industriel de Roubaix et Tourcoing où l'on produisait notamment de la céruse de plomb avec le plomb raffiné par l'usine qui deviendra Métaleurop-Nord). Les bombardements et incendies seront sources de graves pollutions. L'Espierre est toujours resté très pollué ,jusqu'à la désindustrialisation de la région Nord-Pas de Calais. Après la Seconde Guerre mondiale, les travaux d'urbanisation du quartier du Hutin autour de la rue de l'Espierre conduisent à reprendre le courant de l'Espierre dans un aqueduc vers 1954. L'Espierre est un des rares cours d'eau français suivi pour sa radioactivité (issue des crassiers de phosphogypses).